# Narboneta
Narboneta es un municipio y localidad española de la provincia de Cuenca, en la comunidad autónoma de Castilla-La Mancha. El término municipal, ubicado en la comarca de la Serranía Baja, tiene una población de 43 habitantes (INE 2024).

## Geografía
El municipio tiene un área de 34,85 km² y limita con Mira, Garaballa, Henarejos, Enguídanos y Víllora. La localidad está situada entre el Picacho y la Vega, en la comarca de la Serranía Baja de Cuenca.
| Noroeste: Villar del Humo | Norte: Henarejos | Noreste: Garaballa |
| Oeste: Víllora            |                  | Este: Mira         |
| Suroeste: Víllora         | Sur: Enguídanos  | Sureste: Mira      |

## Historia
Narboneta es un pueblo de la sierra baja conquense. La historia de Narboneta va inmersa en la historia del propio marquesado de Moya. Su creación como núcleo urbano nace de la época repoblacional a comienzos del siglo XIII.
No hay duda, que por la existencia de su fortaleza, fuese un punto estratégico en la raya fronteriza del periodo de la reconquista castellana, formando línea defensiva junto a los fuertes de Serralla, Mira y Aliaguilla, en esas grandes disputas entre los reinos de Albarracín y Requena.
Buscar la raíz etimológica de su término nos hace indagar en el carácter semántico de la palabra Narboneta y nos conduce hasta la Gascueña francesa, región situada al suroeste de Francia que estaba muy vinculada al rey Alfonso VIII. La rivalidad entre el monarca castellano y Ricardo Corazón de León por las posesiones francesas, las cuales formaban parte de la dote de su esposa Doña Leonor, determinó que numerosos soldados gascones se enrolasen en las tropas castellanas y participasen activamente en la reconquista cristiana.
En la dura conquista de Cuenca, el rey Alfonso VIII, recompensó con donadíos y repartos de tierras a aquellos soldados franceses que habían participado en ella, comenzando así la repoblación de los mismos. Después de tomar las fortalezas de Moya, Sierra, Serrezuela y Mira, castillos que fueron donados por el arzobispo de Toledo, Rodrigo Jiménez de Rada, el rey concedió a un grupo de soldados gascones la fortaleza de Narboneta con todos sus predios baldíos y tierras de pan llevar, dando origen a la población de la villa alrededor del 1223.
En los sucesos de 1473, cuando la villa de Moya y su tierra paso por ciertas vicisitudes, al ser perseguida por muchos nobles que querían usurpar un rico y floreciente Señorío, hubo duros enfrentamientos. En aquellos difíciles momentos, el maestre de Santiago y Diego López Pacheco, su hijo y marqués de Villena, obligaron a los moyanos a no seguir fieles a la obediencia de la princesa castellana.
Por otro lado, Juan Fernández de Feredia, señor de Moya se ofreció a los moyanos en ayuda si estos permanecían fieles a la corona:
“… sucedió entonces que después de haber prometido Andres de Cabrera, de guardar lo que trataba con la Princesa, el Rey de Castilla y el Maestre de Santiago, y el Marques de Villena, su hijo, hicieron saber a los de Moya, que por importunidad los había dado el rey a su mayordomo Andrés de Cabrera, y un hijo del gobernador Alonso Téllez fue el mismo tiempo con cierta gente, cercando y hurtando una fortaleza de aquella villa o Marquesado que se decía Narboneta, la cual se encontraba medio derribada y yerma y quísola fortalecer.”
Tal acontecimiento determinó que la fortaleza de Narboneta sea derruida totalmente como consecuencia de este suceso.
Ante tales acontecimientos, Juan Fernández con poderes de la Princesa, entró en la villa de Moya con doscientos hombres a caballo y quinientos soldados de a pie, para guardarla y a su vez, dirigirse hacia Narboneta a la que atacó con caballería y varias piezas de artillería, sucumbiendo ante este duro ataque.
Derruida la Fortaleza y arrasado el caserío, la población huyó despavorida hacia la sierra de Mira para refugiarse en la fortaleza existente en un elevado picacho.
“… desde el momento, la villa de Moya, su señorío, incluyendo Narboneta, se dio a la Reina de Sicilia, que fue jurada sucesora del reino de Castilla, en la Fiesta de la Asunción de Nuestra Señora del presente año de 1473.”
Durante las revueltas del Marquesado y después de su intervención en las contiendas de 1820, entre constitucionalistas y realistas, Narboneta apenas tendrá intervención, excepto en las duras guerras carlistas, sobre todo en el periodo comprendido entre 1869-1876, como consecuencia de su situación estratégica fronteriza con la zona levantina.
El general carlista Santes, el 3 de septiembre de 1873, inició desde Utiel una expedición para abastecerse de racionamiento y soldados por el territorio conquense, llegando el día 5 con 1500 hombres a la localidad de Narboneta, provocando un duro altercado en la plaza contra un grupo de vecinos que decidieron negarse a tal acto y se refugiaron en la iglesia.
Unos días después, próximo a la población, el brigadier liberal Calleja consiguió alcanzar a un grupo de Santes que se había quedado rezagados en los restos de la fortaleza de Narboneta después de haber llevado a cabo una serie de acciones entre el vecindario. Presos fueron llevados y concluidos hasta la plaza del pueblo donde pernoctaron dos días hasta su marcha.
Curiosamente Narboneta cuenta en este periodo, según el censo Floridablanca, con 41 habitantes, distribuidos en 22 solteros, 16 casados y 3 viudos. Sus profesiones son 8 labradores y 3 jornaleros y hay un celador y escribano llamado José Saiz.
A mediados del siglo XIX, el lugar tenía contabilizada una población de 72 habitantes. Aparece descrito en el decimosegundo volumen del Diccionario geográfico-estadístico-histórico de España y sus posesiones de Ultramar de Pascual Madoz de la siguiente manera:

NARBONETA: l. con ayunt. en la prov. y dióc. de Cuenca (11 leg.), part. jud. de Cañete (6), aud. terr. de Albacete (14), c. g. de Castilla la Nueva (Madrid 37): sit. en terreno muy escabroso y en el espacio comprendido entre el r. Moya y otro arroyo que se incorpora al Gabriel: su clima es frio con buena ventilacion y poco propenso á enfermedades. Consta de 18 casas de pobre construccion; una igl. aneja de la de Víllora y servida por un teniente de esta: para surtido del vecindario hay buenas aguas. Confina el térm. por N. con el de San Martin de Boniches; E. Garaballa y Mira; S. Enguidanos,y O. Víllora. Su terreno es montuoso y poco productivo: los caminos son de pueblo á pueblo ven mal estado: la correspondencia se recibe de Mira. prod.: trigo, centeno, avena y algunas legumbres; se cria ganado lanar y algun vacuno; caza de liebres, perdices y conejos. ind.: la agrícola y ganaderia. comercio: la venta de los prod. de esta. pobl.: 18 vec., 72 alm. cap. prod.: 161,000 rs. imp.: 8,050. El presupuesto municipal se cubre por reparto entre los vecinos.
(Madoz, 1849, p. 28)

En el siglo XIX, la localidad experimentó un notable aumento de población, pasando de 72 a 423 habitantes en poco menos de un siglo, a pesar de que desde entonces ha sufrido un fuerte descenso demográfico llegando a los 105 habitantes en el censo de 1995.

## Demografía
Narboneta cuenta con una población de 43 habitantes (INE 2024).
| Gráfica de evolución demográfica de Narboneta entre 1842 y 2021 |
| |
| Población de derecho según los censos de población del INE Población de hecho según los censos de población del INEEntre el censo de 1857 y el anterior, este municipio desaparece porque se integra en el municipio Mira Entre el censo de 1930 y el anterior, aparece este municipio porque se segrega del municipio Mira |

## Patrimonio

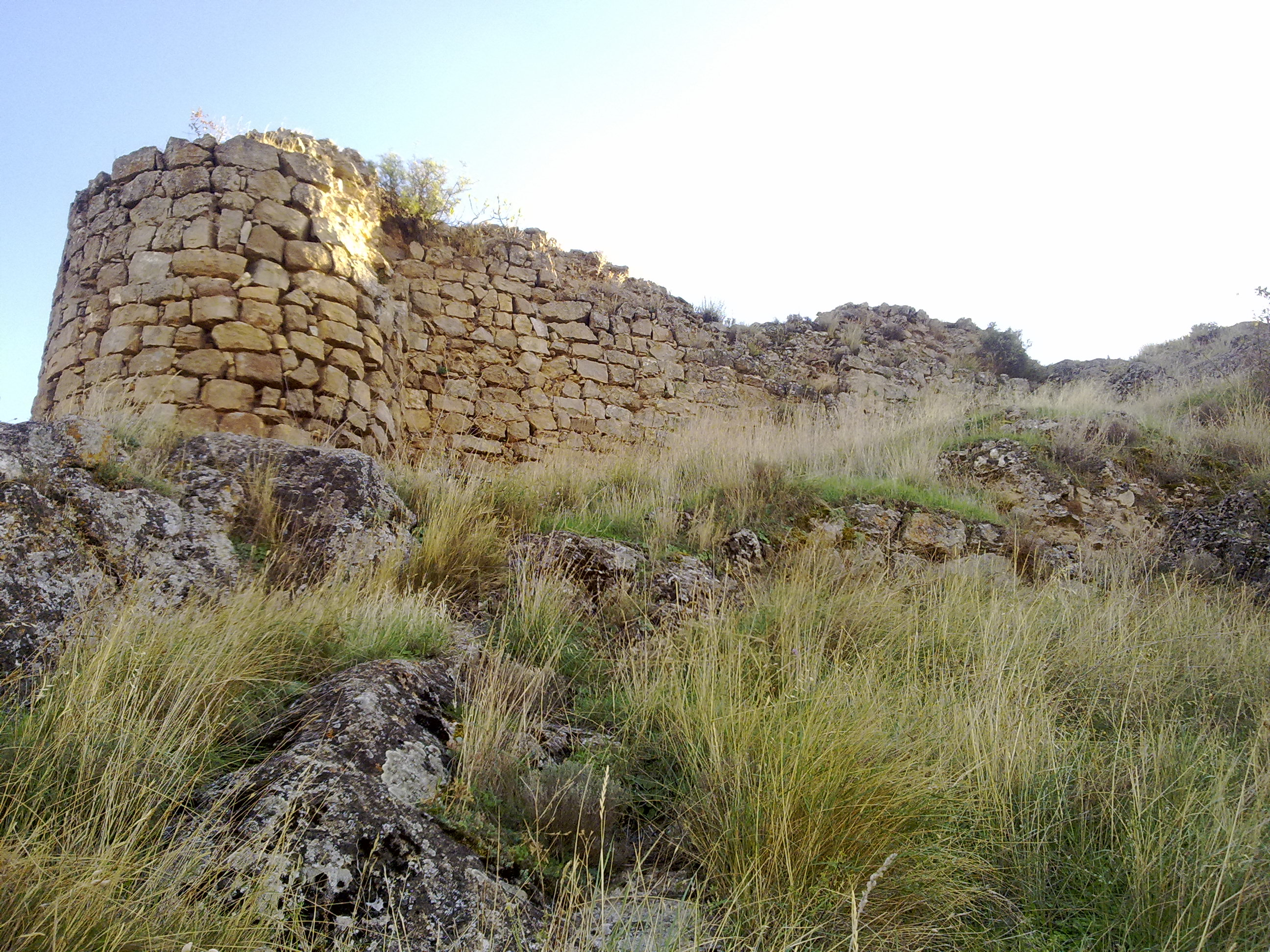
Fortaleza castillo del

El castillo, lo que queda de él, está enclavada sobre el tajo de una elevada risca o picacho, dominando todo el valle. Constaba de un segundo recinto de entrada y otro primero interno con acceso retranqueado en la muralla del mediodía, y bajo esta entrada un foso aljibe. Su construcción es de sillarejo con piedra fuerte de las canteras de Cardenete y su estructura formaba un rectángulo de unos 27 x 17 m quedando restos de un cubo al noreste. Actualmente la fortaleza se encuentra debido a su punto estratégico en malas condiciones y su deterioro va en aumento. Hace varios años el ayuntamiento coloco en lo más alto del enclave una cruz. 

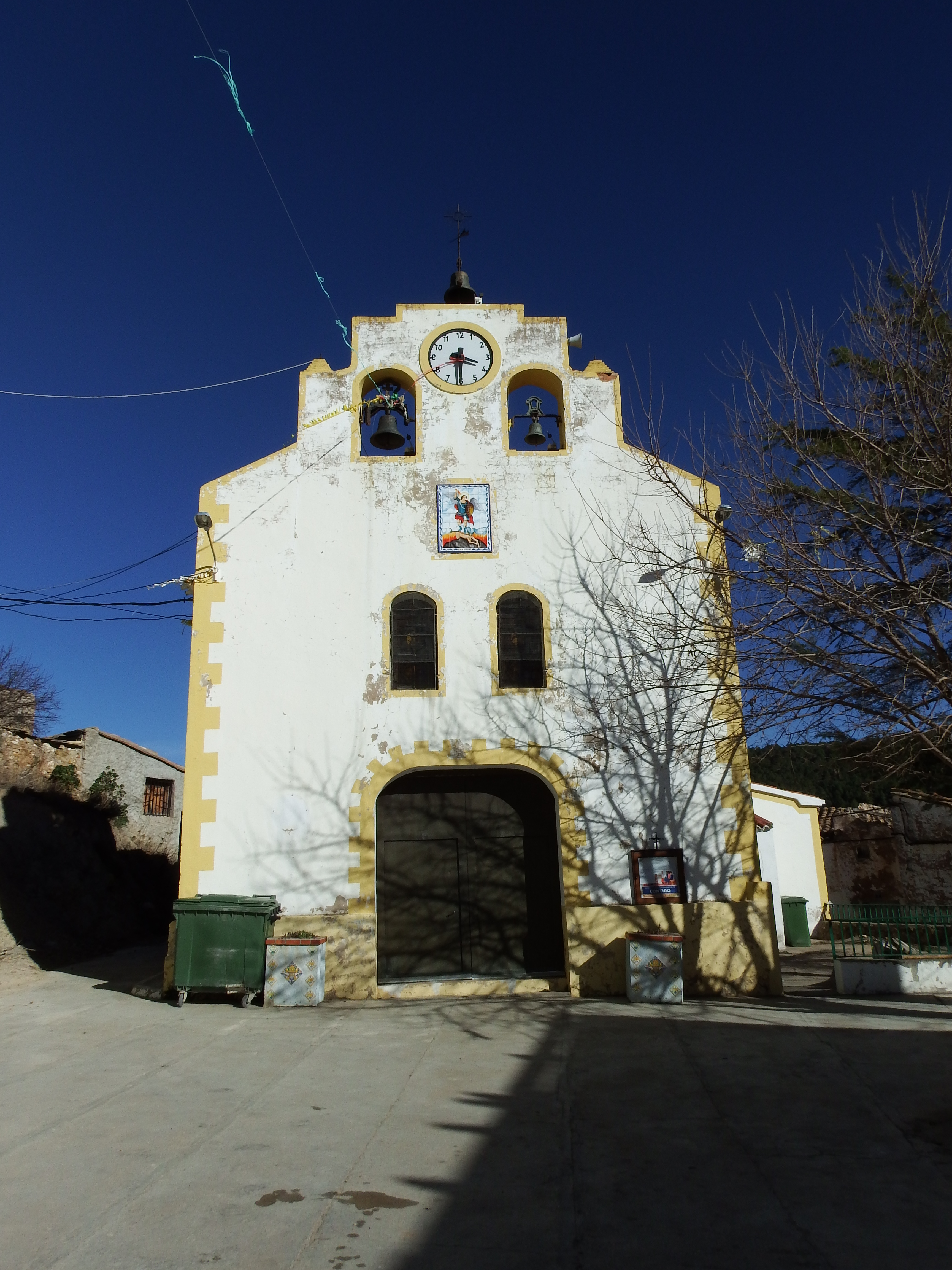
Iglesia de Narboneta

La iglesia dedicada a la Asunción de nuestra señora, apenas presenta riqueza arquitectónica, fue reconstruida hace varios años, no pudiéndose aprovechar elemento alguno de su antiguo trazado. Es sencillamente un salón, no muy amplio pero si lo suficiente para dar cabida a su población. Actualmente se han ejecutado unas mejoras en el interior del templo, entre otras a destacar el retablo del altar mayor.

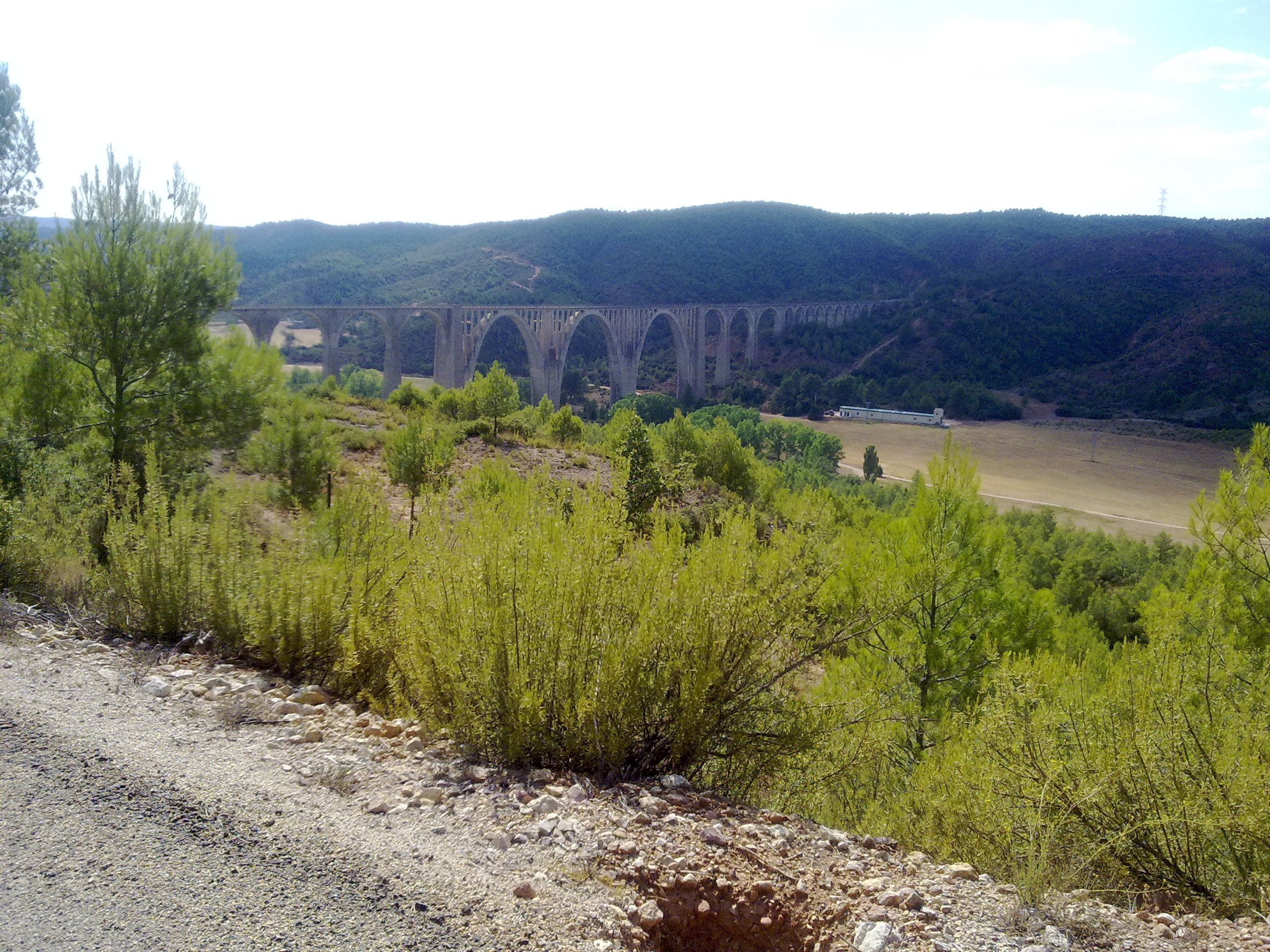
Puente viaducto río Narboneta

El puente (viaducto) sobre el río Narboneta es la obra más monumental de todo el trayecto de la línea ferroviaria Madrid-Cuenca-Valencia, con sus 669 m de longitud constituyó la más larga estructura de su tipo para ferrocarril en España hasta que en 1975 se terminó el viaducto de los Boliches en la línea de Málaga-Fuengirola. El proyecto es original de 1935 y es obra de Gonzalo Torres-Quevedo por ese motivo aparece en algunos mapas con el nombre de viaducto Torres-Quevedo, se redactaron varios proyectos haciéndose durante la guerra los terraplenes de acceso, las cimentaciones, y parte de las pilas, ya en 1943 llegó el proyecto definitivo que constaba de 10 arcos de 12 m, 3 de 30 m, 3 de 56 m, 5 de 30 m y 2 de 12 m contando siempre desde Cuenca a Utiel la obra quedó acabada en dos años en vez de los cuatro previstos (finales de 1946) y solo quedaba tender la vía sobre él. Se inauguró la línea con continuidad en noviembre de 1947.

## Listado de Alcaldes
| Año  | Alcalde                     |
| ---- | --------------------------- |
| 1888 | Juan José Castro            |
| 1897 | Sergio Sierra               |
| 1898 | Anselmo Zomeño              |
| ¿?   | Sandalio Hoyos              |
| ¿?   | Regino Zomeño               |
| 1936 | Francisco Sahugar Rodríguez |
| 1938 | Lorenzo Pérez Terradez      |
| ¿?   | Gerardo Martínez            |
| ¿?   | Nicolás Molina              |
| 1940 | Reyes López                 |
| ¿?   | Alejandro López             |
| ¿?   | Castro Pérez                |
| ¿?   | Segundo Bosque              |
| ¿?   | Juan Sancho Herreros        |
| ¿?   | Heliodoro Sancho Sierra     |
| ¿?   | Maximiliano Rives           |
| ¿?   | Clemente Molina             |
| 1979 | Alejandro Ángel Luján Pérez |
| ¿?   | Casildo Gómez               |
| ¿?   | Arsenio Molina Luján        |
| 2003 | Tarsila Molina Luján        |
| 2007 | Mª Luisa Santos García      |
| 2015 | Miguel Pérez Navarro        |
| 2017 | Casildo Gómez               |
| 2017 | Raúl Sancho Zomeño          |

## Fiestas

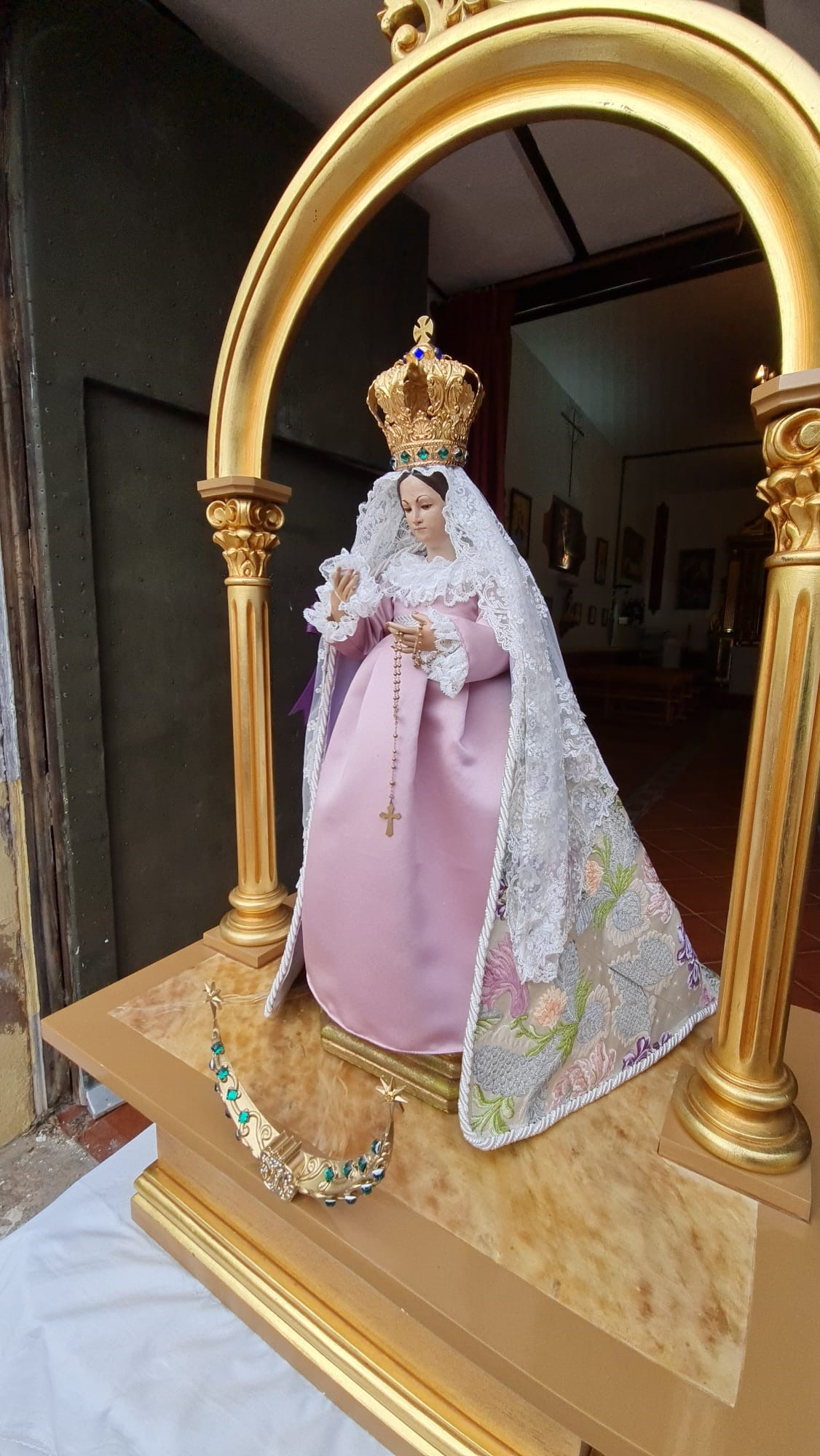
Virgen de la Esperanza de Narboneta

Se celebran en honor a su santo patrón San Miguel Arcángel y a la Virgen de Esperanza, festejos que se realizan en septiembre y diciembre.
Dado a la cantidad de vecinos que acuden a su segunda residencia a la población en los meses de verano, se realizan otras fiestas organizadas por la comisión de fiestas de Narboneta, la primera o segunda semana de agosto. Siendo los días grandes de una duración de 3 días, sumados con otras actividades que realizan en el mes de agosto tanto la comisión de fiestas, como la asociación cultural Arnacheros

También se celebran las hogueras de San Antonio, Semana Santa, los cantos de los mayos a la Virgen, San Isidro, Corpus, Navidad…

## Camino de Santiago y de la Virgen de Tejeda

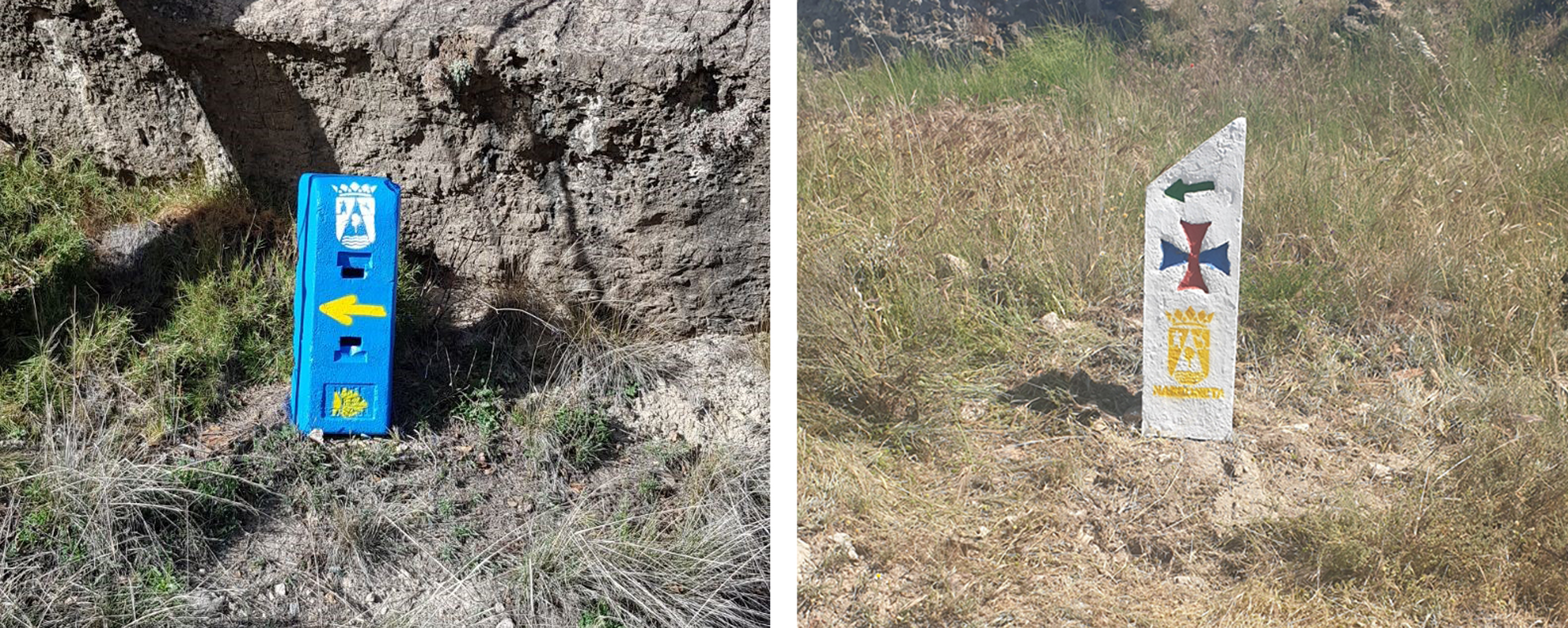
Izquierda hito Camino de Santiago - Derecha hito camino virgen de Tejeda

Narboneta es una de las etapas del Camino de Santiago de la Lana desde Valencia. Actualmente los 8 km de recorrido a paso por el término están marcados con 16 mojones. Le precede la etapa de Mira y le sigue Villora.
Narboneta también es una de las etapas del camino de peregrinación de la virgen de Tejeda, siendo el más común el que pasa por los términos de Minglanilla, La Pesquera, Enguidanos y Narboneta. A su paso por nuestro término hay 11 hitos que marcan el camino hacia el monasterio de la virgen situado en Garaballa.